# Катериновка (Ровненская область)
Катериновка (укр. Катеринівка) — село, входит в Немовичский сельский совет Сарненского района Ровненской области Украины.
Население по переписи 2001 года составляло 797 человек. Почтовый индекс — 34541. Телефонный код — 3655. Код КОАТУУ — 5625485403.

## Местный совет
34540, Ровненская обл., Сарненский р-н, с. Немовичи, ул. Советская, 4.